# Gornja Paklenica
Gornja Paklenica (szerbül: Горња Пакленица), település Bosznia-Hercegovinában, a Szerb Köztársaság északi régiójában Doboj községben.

## Fekvése
A település Bosznia-Hercegovina északi részén, Dobojtól légvonalban 12, közúton 24 km-re dél-délkeletre, az Ozren-hegység nyugati részén, 570-680 méteres magasságban,  található.

## Népessége
| Nemzetiségi csoport | Népesség 1991 | Népesség 2013 |
| ------------------- | ------------- | ------------- |
| Szerb               | 616           | 410           |
| Bosnyák             | 0             | 0             |
| Horvát              | 4             | 3             |
| Jugoszláv           | 6             | 0             |
| Egyéb               | 2             | 5             |
| Összesen            | 628           | 418           |

## Története
A település 1878-ig tartozott az Oszmán Birodalomhoz, ekkor a berlini kongresszus határozata alapján az Osztrák-Magyar Monarchia része lett. 1879-ben az első osztrák-magyar népszámlálás során a Maglaji járáshoz és Maglaj községhez tartozó településnek 45 háztartása és 330 ortodox lakosa volt. 1910-ben a Maglaji járáshoz tartozó településen 69 háztartást és 422 ortodox lakost találtak. A monarchia szétesésével 1918-ban előbb a Szerb-Horvát-Szlovén Királyság, majd 1929-től a Jugoszláv Királyság része lett. 1921-ben a Maglaji járáshoz tartozó községnek 441 lakosa volt, mind ortodox szerbek. Az 1929-es törvény értelmében, amikor Bosznia-Hercegovinát négy banovinára, Drinskára, Vrbaskára, Zetskára és Primorskára osztották, a település a Vrbaska banovina része lett, amelynek székhelye Banja Luka volt.
A második világháborúban Jugoszlávia megszállása után a Független Horvát Állam (NDH) része lett. A második világháború után 1992-ig a település a szocialista Jugoszlávia keretében a Bosznia-Hercegovinai Népköztársaság része volt. A boszniai háborút lezáró daytoni békeszerződés rendelkezése alapján az ország területét felosztották a Bosznia-hercegovinai Föderáció és a boszniai Szerb Köztársaság között.  A békeszerződés utáni területmegosztási megállapodás értelmében a Boszniai Szerb Köztársasághoz és Doboj községhez került. 

## Nevezetességei
Szent Petka Paraskeva tiszteletére szentelt ortodox temploma. A templom mérete 13x7,5 méter. A templom építése 1998. szeptember 26-án kezdődött Sava Krivokapić doboji építész tervei szerint. Az alapokat Vaszilje, Zvornik-Tuzla püspöke szentelte fel 1999. július 25-én. A templomot ugyancsak Vaszilje püspök szentelte fel 2002. július 28-án. A hársfa ikonosztázt Miladin Cvijanović osječani, és Tomo Josić cerovicei fafaragók készítették. Az ikonosztázon látható ikonokat a doboji Aleksandar Vasiljević festette.